# Anton Breitner
Anton Breitner (n. 18 martie 1858 la Viena, Austria – d. 30 mai 1928 la Mattsee, Austria) a fost un scriitor, arheolog și editor austriac.